# Leccinum roseofractum
Leccinum roseofractum är en svampart som beskrevs av Watling 1968. Leccinum roseofractum ingår i släktet Leccinum och familjen Boletaceae.   Inga underarter finns listade i Catalogue of Life.